# رجب بيلير
رجب بيلير (بالتركية: Recep Biler)‏ (8 مايو 1981 بإزمير في تركيا - ) هو لاعب كرة قدم تركي في مركز حراسة المرمى. شارك مع منتخب تركيا تحت 21 سنة لكرة القدم. أما مع النوادي، فقد لعب مع آلتاي إزمير وأوفتاس سبور وغازي عنتاب سبور وغيرسون سبور وكارسياكا ومانيساسبور ونادي فنربخشة وTurgutluspor ‏ وبالق أسير سبور.

## روابط خارجية
- رجب بيلير على موقع اتحاد تركيا (لاعب) (الإنجليزية)
- رجب بيلير على موقع قاعدة بيانات كرة القدم.إي يو (الإنجليزية)
- رجب بيلير على موقع عالم كرة القدم.نت (الإنجليزية)